# Jean Sulivan
Ne doit pas être confondu avec Jean Sullivan.
Jean Sulivan, pseudonyme de Joseph Lemarchand, est un prêtre et écrivain français né le 30 octobre 1913 à Montauban (aujourd'hui Montauban-de-Bretagne), en Ille-et-Vilaine, et mort le 16 février 1980 à Boulogne-Billancourt (Hauts-de-Seine).

## Biographie
Joseph Lemarchand naît dans une famille bretonne d'exploitants agricoles. Son père est tué à la guerre en 1916, en Argonne. Ne pouvant mener seule l'exploitation agricole en tant que métayère, sa mère se remarie en 1919. Joseph est l'enfant unique issu du premier mariage de sa mère. Il est « mis en pension, au petit séminaire de Chateaugiron », puis il entre au grand séminaire de Rennes. Il est ordonné prêtre en 1938
.
Jeune prêtre, il est aumônier des étudiants de Rennes pour lesquels, après la Seconde Guerre mondiale, il organise un ciné-club et ouvre une bibliothèque de prêt en littérature. Il crée aussi un journal mensuel, Dialogues Ouest.
Il quitte son poste d'enseignant dans un lycée catholique en 1958, à l'âge de quarante-cinq ans, pour se consacrer à l'écriture. En vingt-deux ans, il écrira presque trente livres.
Il est renversé par une voiture à Paris et meurt une semaine plus tard le 16 février 1980.
Son nom de plume est emprunté au film de Preston Sturges, Les voyages de Sullivan (1942), rapporte Pádraig Ò Gormaile en se fondant sur un passage de Matinales, Itinéraire spirituel de l'écrivain. Il ajoute: « “Sulivan”, avec un seul “l”, dénote une touche de singularité [...]. Ce nouveau nom représente pour lui une renaissance ».
Jean Sulivan a également été directeur de collection chez Gallimard (Collection « Voies ouvertes »), puis chez Desclée de Brouwer (Collection « Connivence »).

## L'écrivain et prêtre
Une page de synthèse littéraire de manuel scolaire, intitulée « Roman et idéologies d'après-guerre » au paragraphe « Orthodoxies et création » du volume Littérature XXe siècle de la collection Henri Mitterand - « Textes et documents », situe Jean Sulivan au chapitre « Années 1950... Hussards et Chevau-légers », 2. « Romans de mal du siècle », en tant que romancier inspiré par le christianisme, aux côtés de Pierre-Henri Simon, Luc Estang, Paul-André Lesort, Roger Bésus, Henri Queffélec ou Gilbert Cesbron...
En 1964, Jacques Madaule aurait dit de Sulivan qu'il était « un auteur capable de continuer Bernanos ».
Dans un article de 2011 du journal La Croix, Bruno Frappat considère Jean Sulivan plutôt comme un « contemporain » qui « s'engagea dans la voie de la littérature en se libérant, mais sans rupture, de son statut d'ecclésiastique affecté à des missions sacerdotales ». Selon lui, l'entrée tardive en écriture, telle une « seconde naissance » ouvrit à Jean Sulivan « la voie d'une liberté intérieure et de la promotion de cette liberté spirituelle qui est le fil conducteur de ses écrits ». Il s'agissait aussi d'une « liberté par rapport à l'Église institutionnelle, sans négliger pourtant que celle-ci avait sa fonction : la parole de l'Évangile », car, interrogeait l'écrivain, « sans l'Église l'aurions-nous entendue ? ». Mais « cette reconnaissance de dette », poursuit Frappat en citant encore Sulivan, n'empêchait pas celui-ci « d'exprimer un sévère appel à une Église qui “cesse d'apparaître comme cette énorme coiffe de plomb à organiser les apparences” ».

### Situation de dissidence cléricale en Bretagne (1960-1990)
Dans le cadre d'une étude intitulée « Abchristianisation. Écarts et départs dans le clergé breton (1960-1990) », l'historien Yvon Tranvouez évoque à propos de la dissidence cléricale en Bretagne à cette époque, l'une des « deux figures de premier plan, dont l’influence sur les élites catholiques est unanimement attestée », en la personne de l'abbé Joseph Lemarchand, alias Jean Sulivan (1913-1980), prêtre du diocèse de Rennes : celui-ci, observe-t-il, « n’a jamais abandonné le sacerdoce, dont il n’a pas non plus été exclu bien qu’il ait, selon ses propres termes, quitté le “service actif” en 1967, poursuivant dès lors à Paris une carrière aléatoire d’écrivain et de directeur de collection chez deux éditeurs de renom. Peu porté aux confidences, il s’en est quand même expliqué incidemment, au détour de plusieurs livres de portée plus générale, dont l’un à l’enseigne de La Traversée des illusions (1977) ». Sulivan « perçoit son parcours comme une succession de nouvelles naissances, dans les montagnes d’Engadine sur les traces de Nietzsche, en Italie du Sud sur celles de Rilke, mais l’illumination survient en Inde du Sud, en 1964, dans l’ashram du bénédictin Henri Le Saux, où “cela” lui arrive en marchant sur les bords du fleuve Cavéry », Yvon Tranvouez le cite : 

« Soudain la chose est là, bondit, vous coupe le souffle, vous tord, un vent de panique vous secoue comme un arbre, vous dépouille, la fulgurante intuition de la contingence, de l’inimportance de tout, du vide, tandis qu’une joie inexplicable se déplie, vous ouvre… Il faut s’asseoir, se laisser aller tant le choc est brutal […] Cette nuit-là, remis d’aplomb, je marchai encore longtemps avant de m’étendre sur le sable pour dormir au ras de l’eau. Une seule parole rythmait mes pas : il n’y a pas de mort, il n’y a pas de mort. Des impulsions me soulevaient : il faudra payer le prix, Sulivan, payer le prix »

— Jean Sulivan, Le plus petit abîme, 1965, p. 258-259
Comme pour ceux qui restent dans l’institution, même si leur croyance s'est modifiée, la situation est incommode. Le « prix » à payer n’est pas qu’existentiel, commente l'historien : Édith Delos, qui a bien connu Sulivan à Paris, parle à son sujet d'« une vie assez marginale, hors sécurité matérielle »,.
Parmi les prêtres qui « partent », tout en continuant de s’inscrire, d’une manière ou d’une autre, dans l’horizon chrétien, en adoptant ce que Yann Raison du Cleuziou nomme une posture de « fidélité paradoxale », Jean Sulivan, d'après Tranvouez, se défait de toute posture critique ou revendicatrice et s’en tient à un « christianisme d’incertitude » qu’il partage avec ceux qui, comme lui, « se sentent “étrangers parmi les ruines anciennes ou nouvelles” »,. Mais le sentiment d’un écart entre le message de l’Évangile et le visage de l’Église dont ils se trouvent être les représentants officiels est de plus en plus mal vécu par ces prêtres dissidents. Dans l’un de ses premiers livres, Provocation [1959], Jean Sulivan exprime son « exaspération face aux pesanteurs d’un système ecclésial dont l’image est contre-productive ».  En 1959, il « fustige la prédication ordinaire, qui ne s’élève guère au-dessus des formules du petit catéchisme, et reproche au clergé de soumettre les fidèles à “un régime d’arriérés mentaux” »,. Et si l'âge le rendra plus indulgent à l’égard de ses confrères, il n'en restera  pas moins sceptique sur la performance du langage ecclésiastique.

## Œuvres
- Fin des années 1950
  - Le Voyage intérieur, Plon, 1958; réédité dans Bonheur des rebelles, Gallimard, 1968
  - L'insurrection du prince, récit inédit, 1959, édité dans Bonheur des rebelles, Gallimard, 1968
  - Provocation ou la faiblesse de Dieu, Plon, 1959
- Années 1960
  - Le bonheur des rebelles, Plon, 1960, réédité dans Bonheur des rebelles, Gallimard, 1968
  - Le Prince et le mal, Paris, Spes, 1960
  - ''Ligne de crête Plon, 1961, réédité et suivi de Les Hommes de souterrain, Desclée de Brouwer, Coll. « Connivence », 1978.
  - Paradoxe et scandale, Plon, 1962, réédité sous le titre Dieu au-delà de Dieu, Gallimard, 1968, puis aux éditions Desclée de Brouwer, 1982
  - Du côté de l'ombre, Gallimard, 1962
  - Mais il y a la mer, Gallimard, 1964 ; collection Folio, no 628, 1974.
  - Le plus petit abîme, Gallimard, 1965
  - Devance tout adieu, Gallimard, 1966;  collection Folio no 1451, 1983. Prix des écrivains de l'Ouest 1988.
  - Car je t'aime, ô Éternité !, Gallimard, 1966
  - L'Obsession de Delphes, Gallimard, 1967
  - Bonheur des rebelles, Gallimard, 1968
  - Consolation de la Nuit, Gallimard, 1968
  - Dieu au-delà de Dieu, Gallimard, coll. « Les Essais », 1968 (réédition de Paradoxe et scandale, Plon, 1962, avec quelques ajouts), réédité aux Éditions Desclée de Brouwer, coll. « Connivence », 1982.
  - Les Mots à la gorge, Gallimard, 1969 et éditions Apogée, 2008
  - Miroir brisé, Gallimard, 1969
- Années 1970
  - D'Amour et de mort à Mogador, Gallimard, 1970
  - Petite littérature individuelle suivi de « Logique de l'écrivain chrétien », Gallimard, Collection « Voies ouvertes » (dir.: Jean Sulivan), 1971.
  - Joie errante, Gallimard, 1974; coll. Folio no 1917, 1988.
  - Je veux battre le tambour, Gallimard, 1975
  - Matinales I : Itinéraire spirituel, Gallimard, 1976; Folio essais no 367, 2000, Prix Bretagne 1976
  - Matinales II : La Traversée des illusions, Gallimard, 1977.
  - « La Dévotion moderne », introduction à L'imitation de Jésus-Christ, nouvelle traduction du latin par Michel Billon, Desclée de Brouwer, coll. « Connivence », 1979
  - L'instant l'éternité, Entretiens avec Bernard Feillet, Ed. du Centurion, 1978
  - Quelque temps de la vie de Jude et Cie, Stock, 1979
- 1980 sqq., éditions posthumes
  - L'Exode, Desclée de Brouwer, 1980; réédition avec une préface de Jacques de Bourbon Busset, Cerf, 1988
  - Parole du passant, Le Centurion-Panorama Aujourd'hui, Paris, 1980, réédité aux Éditions Albin Michel, coll. « Paroles vives », 1991
  - L'Écart et l'alliance, Gallimard, 1981
  - Bloc-notes, préface de Jacques de Bourbon Busset, éditions SOS du Secours catholique, 1986
  - Une lumière noire, sur Hubert Beuve-Méry, Paris, éditions Arléa, 1994: réédité aux éditions Apogée,Rennes, 2007

### Autres publications de Jean Sulivan
- En tant qu'éditeur (directeur de collection)
  - « Blessure d'absolu », préface de J. Sulivan à Roger Munier, L'instant, éditions Gallimard (Collection « Voies ouvertes »: dir. Jean Sulivan), 1973.
- Avec Henri Guillemin, Sulivan, ou la Parole libératrice : suivi de Passez les passants par Jean Sulivan, Paris, Gallimard, 1977.

## Archives de Jean Sulivan
Au début de l'année 2011, les archives de Jean Sulivan ont été déposées par Édith Clanet-Delos, légataire de Jean Sulivan, à l'I.M.E.C. (Institut mémoires de l'édition contemporaine).

## Association des Amis de Jean Sulivan
L'Association des Amis de Jean Sulivan, fondée en 1985 et présidée par Édith Delos, a publié 13 numéros de sa revue Rencontres avec Jean Sulivan. Sa dissolution, estimée nécessaire, a été prononcée lors de sa dernière assemblée générale en novembre 2010.